# Mohamed El Mrini
Mohamed El Mrini est un footballeur marocain né le 31 juillet 1978 à Ouarzazate, c'est un milieu de terrain qui évolue actuellement aux FAR de Rabat.

## Carrière
- 2006 - 2007 : CODM de Meknès  Maroc
- 2007 - 2009 : FAR de Rabat  Maroc
- 2009 - 2010 : FAR de Rabat  Maroc
- 2010 - 2010 : Mouloudia d'Oujda  Maroc
- 2010 - 2011 : CODM de Meknès  Maroc